# Tobias-Pascal Schultz
Tobias-Pascal Schultz (25 de junio de 1995) es un deportista alemán que compite en piragüismo en la modalidad de aguas tranquilas.
Ganó tres medallas en el Campeonato Mundial de Piragüismo entre los años 2019 y 2022, y una medalla de oro en el Campeonato Europeo de Piragüismo de 2022.

## Palmarés internacional
| Campeonato Mundial | Campeonato Mundial     | Campeonato Mundial | Campeonato Mundial |
| Año                | Lugar                  | Medalla            | Competición        |
| ------------------ | ---------------------- | ------------------ | ------------------ |
| 2019               | Szeged (Hungría)       | Medalla de oro     | K4 1000 m          |
| 2021               | Copenhague (Dinamarca) | Medalla de plata   | K2 500 m           |
| 2022               | Halifax (Canadá)       | Medalla de bronce  | K2 500 m mixto     |
| Campeonato Europeo |                        |                    |                    |
| Año                | Lugar                  | Medalla            | Competición        |
| 2022               | Múnich (Alemania)      | Medalla de oro     | K4 1000 m          |